# Al Kurumuk

Localização do distrito

Al Kurumuk é um dos cinco distritos do estado de An-Nil al-azraq, no Sudão.